# Иван Калпазанов
Иван Колчев Калпазанов е виден български занаятчия, търговец, фабрикант, политик, изтъкнат общественик и щедър дарител. Роден е през 1835 г. в село Калпазани, Габровска околия в православното семейство на Колчо и Деша Калпазанови.

## Ранни години
Иван Калпазанов е най-голямото от общо 9 деца (5 момчета и 4 момичета), едното почива като малко. Бащата Колчо изхранва семейството си с канджийство (изработва ножници за ножове) и с търговия – „разнася произведенията на габровските занаятчии по крайбрежието на Мраморно море и навътре в Анадола“, но умира млад (на 42 години), когато Иван е едва 17-годишен. Като най-голямо момче той става глава на семейството и се грижи за прехраната.
Иван се научава да чете и пише на 12 години при Бартованца (учителка на габровските деца по онова време). Учи занаят при терзията Йонко поп Станчов. Когато баща му почива, той е млад калфа. Мъката не успява го да сломи, напротив, именно в тази трудна ситуация младият Иван успява да запази самообладание и да прояви силен дух, завидно трудолюбие, талант, сръчност и безкрайна отговорност, а също така изключителна находчивост, съобразителност и предприемчивост, бизнес нюх и гъвкав ум. Тези свои вродени и придобити качества ще развива през целия си живот и те ще го водят по дългия и нелек път към големите бъдещи успехи.

## Занаятчийство
Трудното начало е поставено, когато изобретателният младеж се сдружава със своя братовчед по бащина линия Петко Калпазанов. Двамата отварят терзийски дюкян, в който продават различни манифактурни стоки: брашовско сукно, басма, копринен гайтан, местен дванайсетник вълнен гайтан, осмак гайтан, липитско сукно, кърпи, конци, памучна прежда, памучни чорапи, фесове. Наред с търговията Иван Калпазанов изработва женски фустани, салтамарки, кожухчета, детски юрганчета, антерии, кожуси, потури от шаяк и сукно.
По онова време гайтанджийството е нов занаят, но изглежда перспективен. Затова младият Иван напуска временно работата в дюкяна и започва да усвоява тънкостите в изработването на гайтани при майстор Станчо Боцито. Когато се завръща отново при своя братовчед, в дюкяна започват да изработват и гайтани. Гайтанът е специално изплетен вълнен шнур (връв), който се използвал за „декоративно украшение“ върху дрехите. Първоначално той се правел по най-примитивен начин – ръчно, като преплитането на жиците ставало по подобие на брюкселските дантели. По-късно се появили чекръци, наречени „вулгии“, които имали осем клечки за усукване на преждата. Полученият гайтан се наричал „осмак“. Имало и такива с дванадесет клечки и им казвали „дванайстак“ или „дванайсетник“.
През 1860 г. Иван Калпазанов се отделя от братовчед си, купува три чарка и се сдружава със своя зет Иван Парлапанов (състоятелен търговец на колониални стоки по онова време). Скоро разбира, че ако работи самостоятелно, за него личните облаги ще бъдат много по-големи. Затова се разделя със своя съдружник и от 1862 г. става самостоятелен терзия и гайтанджия.
През 1863 г. си построява една одая и инсталира в нея няколко чарка (чаркът е машина за механизирано плетене на гайтан; в началото на XIX век майсторите ги правели дървени, а по-късно по модели от чужбина били изработвани железни). Само за 4 – 5 г., благодарение отново на своето трудолюбие и доказано качество, Иван Калпазанов си извоюва безспорен авторитет на млад, надежден и с добро бъдеще гайтанджия. Освен с гайтани, Иван Калпазанов се занимава и с търговия на шаяци, пояси, произведения на домашната индустрия от Габрово. Търговските му дела ежегодно се разширяват и в края на 60-те години на 19. век вече е признат за реномиран търговец. Успява да спечели дори доверието на Добри Стоянов – един от най-заможните чорбаджии и търговци по онова време в Габрово. Той използва услугите на своя по-млад зет Стоян Кирилов – състоятелен и интелигентен занаятчия-кожухар, да взема пари на заем от Добри Стоянов, без да обявява кому са нужни. Иван Калпазанов никога не злепоставя зет си и винаги успява коректно да се издължи на време. Когато Добри Стоянов разбрал истината, при което не само, че не се ядосал, но лично отпуснал заем от 150 турски лири без никакво поръчителство. Тази постъпка е много показателна по своята същност – в онези строги патриархални времена доверието е имало висока стойност и се е печелило трудно. Честта и достойнството са били на почит. Постъпката на Добри Стоянов показва, че той вече сам се е убедил в достойнствата на младия предприемач, следователно го признава и приема за равностоен бизнес-партньор. Богатият лихвар симпатизира на младия занаятчия, силно впечатлен и от неговата безкрайната преданост и отговорност към близките му, защото нито за момент не престава да се грижи за своето осиротяло семейство – да отгледа майка си, съумява да задоми своите сестри, да им осигури добра зестра и да изучи братята си. В знак на върховно и безкрайно доверие през 1866 г. Добри Стоянов приема Иван Калпазанов за свой зет и му „дава“ своята първа дъщеря Велика за жена. Това събитие е изключителна чест за Иван Калпазанов.
За да задоволява собствени си нужди от чаркове, през 1868 г. той си обзавежда една ковачница, като наема майстор-ковач, надничар-ковач и един слуга. По-късно разширяват дейността като започват да изработват и ремонтират чарковете на гайтанджиите от Габрово, Казанлък, Карлово, Калофер и Сопот.
През 1870 г. си прави втора одая до старата; вече разполага с 20 чарка и си построява специална бояджийна за багрене на гайтаните и преждата.
Изработваните от Иван Калпазанов гайтани се отличават по своето изключително качество от тези на останалите гайтанджии, затова си спечелва за клиенти най-състоятелните и най-редовни в плащанията анадолски търговци, както и габровските търговци, които търгували в Румъния и Бесарабия. Негови добри клиенти са Калчо Дрянков, който имал дюкяни в Болград и Измаил, Петко Цокев и хаджи Семо – в Браила и други, които търгували в Галац, Гюргево, Крайова. Участвал в Джумайския и Узунджовския панаир.
Иван Калпазанов намира време да се занимава и с обществени дела наред с личните. През 1871 г. вече издигнат над общото равнище на габровските гайтанджии, уважаван от габровските граждани и еснафи, е избран за устабашия на гайтанджийския еснаф и за „съкровищник“ на търговско дружество „Бъдъщност“ в Габрово. През 1879 г. е назначен за член на Габровския съдебен съвет, заедно с Н. Хр. Кънев, при председател габровеца-юрист Андрей Манолов.
Най-ясна представа за Иван Калпазанов добиваме от описанието, което д-р Петър Цончев е поместил в своя уникален труд „Из стопанското минало на Габрово“. То е формирано от спомените на хората около Иван Калпазанов, така както са го познавали и запомнили – неговата съпруга Велика, децата му, първият му зет Васил Карагьозов (женен за най-възрастната дъщеря Дешка) и много габровци, които са имали удоволствието да контактуват с него. Д-р Цончев е съпруг на третата дъщеря Стоянка, която е петото дете на Иван Калпазанов. Самият той обаче не е имал възможността да го познава лично, защото става зет във фамилия Калпазанови след кончината на бъдещия си тъст. Затова описанието звучи така: „Като фигура Иван Калпазанов е бил с приятна външност, от среден ръст и телосложение човек; с коса, вежди и мустаци тъмно-кестеняви, бръсната брада и с тъмни изразителни очи. Като човек е бил с тих и незлоблив характер, отзивчив към чуждите болки и всякога ценен съветник на своите другари от еснафа. Обладавал е един широк природен ум; а със своята прозорливост и предприемчивост е извиквал удивление у своите съграждани и другари-гайтанджии. Интелигентен за времето си, весел и находчив в компания, съобразителен и безстрашен в напаст.“
За Иван Калпазанов има три най-важни неща в живота: семейството, постиженията и успехите в работата, и хората. „Строг и изпълнителен в работата си, Калпазанов е изисквал същото и от своите работници.“ Благодарение на изключителната си педантичност в професията е успял да си извоюва безспорен авторитет сред габровци, а неговите гайтани да бъдат високо ценени и търсени. Това му носело добри печалби, с които успял да изхрани, изучи и задоми своите братя и сестри, да се грижи за майка си, съпругата си и своите деца.
Иван Калпазанов съумява да натрупа капитали и да се превърне в един заможен за времето си търговец, става чорбаджийски зет, но за разлика от други в неговото положение, съхранява в себе си „състраданието към нуждаещите се“. „Вратите на неговата къща са били отворени за всекиго. Не се стеснявал да покани у себе си на гости своите помощници-майстори и надничари, както да отиде семейно у тях срещу празнични дни и да седне на трапезата с тях.“

## Семейство
Иван Калпазанов и Велика Стоянова се радват на своите седем деца: Дешка, Никола, Добри, Мария, Стоянка, Кина и Димитър. С всички свои добродетели са закърмили и възпитали своите наследници. Изключителните им качества, за щастие, са наследени от всяко едно от техните деца – трудолюбие, честност, милосърдие. Внуците и правнуците им са талантливи, кадърни и добре образовани хора, дарили крупни суми за различни обществени мероприятия:
- Дешка е съпруга на Васил Карагьозов – известният бизнес-съратник на Иван Калпазанов и дългогодишен директор на фабриката. Техният единствен син Кольо Карагьозов, завършил право в Ерланген – Германия и Handel Hochschule в Лайпциг, в по-ново време поема управлението ѝ до национализацията. Семейство Карагьозови, Кольо и неговите три сестри Венка, Вела и Иванка многократно даряват средства за градската библиотека, за читалището, за Априловото школо, за старопиталища, църкви и манастири.
- Синовете Никола Калпазанов и Добри Добри са изключителни дарители за Червения кръст. В знак на признателност техните имена са увековечени в сградата на Червения кръст в Габрово. Самият Добри също участва в ръководството на фабриката, а след него се включва и синът му Иван.
- Стоянка и нейният съпруг д-р Петър Цончев са изявени и активни граждани. Например през 1937 г. тя дарява 250 000 лв. за построяване на гимнастически салон в двора на Априловска гимназия, а той добавя още 50 000 лв. През 1940 г. зданието е завършено и благодарение на щедрото дарение, учениците имат възможност да се обучават на спортно майсторство.
- Най-малкият Димитър Калпазанов получава солидно търговско и техническо образование. Той би бил талантлив бизнес-помощник в семейната фабрика. Но огромното му родолюбие и национален дълг го изпращат подпоручик на фронта през 1912 г., където намира смъртта си, воювайки за българския народ.

За децата на сем. Калпазанови и тяхното възпитание се грижи основно съпругата Велика, докато Иван продължава да работи неуморно.

## Предприемачество
„Като човек с голямо постоянство и несъкрушима енергия, естествено е, че не е можел да се задоволи само с първия си успех. У него се явява мисълта как да получи прежда по механичен начин.“ Затова през 1872 г., заедно със своя майстор-железар, правят дарак, както и чепкало за чепкане и влачене на вълна, движени с водна сила. Механичното чепкало е тип „вълче“ По-късно през 1875 г. Иван Калпазанов посещава турската държавна текстилна фабрика в Сливен. Това, което успява да види там силно го впечатлява и той вече знае, че трябва да си построи и предачница, за да може да механизира напълно своето производство. Механизираното производство на гайтани включва не само същинското изплитане на гайтана, но и всички дейности преди и след това: чепкане, изпридане на вълната до получаване на прежда, багрене и накрая апретиране – финално обработване с подходящо вещество, готовият продукт да получи лъскавина и еластичност, както и устойчивост на боята, да не пуска.
Мечтата му би се сбъднала доста по-рано, но Освободителната война (1877 – 1878) забавя неговите действия. През това време открива дюкян с неограничен брой колониални стоки (кафе, захар, чай, ориз, свещи), от каквито се е чувствала голяма нужда тогава в Габрово. По време на войната пазарът на гайтани почти изчезнал, гайтанджийските центрове като Карлово и Калофер били разорени. В подкрепа на това твърдение е цитираната информация: „Руско-турската война унищожи капиталите на голяма част от българските предприемачи, натрупани преди Освобождението. Частични изследвания на съдбата на богатите възрожденски фамилии показва, че от 279 по-богати български семейства, след 1900 г. остават едва 82, т.е. случаите, в които по-едрите възрожденски търговци, заможни занаятчии, манифактуристи и прочее се превръщат в следосвобожденски индустриалци са по-скоро изключение.“ Но Иван Калпазанов е убеден, че след края на военните действия този занаят отново ще разцъфти. За да не спира производството се сдружава с гайтанджията Гатю Минчев Хаберя, комуто възлага техническата работа под своя личен контрол.
Войната свършва, Иван Калпазанов закрива дюкяна и се захваща самостоятелно с гайтанджийство. Този път се стреми към по-голямо производство. Но както сам предвижда по-рано, пазарът се разширява неимоверно и ръчното производство не е в състояние да задоволи нарасналите нужди. Дошло е вече времето да се заеме с построяване на така мечтаната фабрика, в която „машина да му преде вълната“. А д-р Петър Цончев споменава за един внимателен наблюдател на промишленото развитие след 1877 – 1878 г., който отбелязал: „Българският индустриалец е трудолюбив и от пестене той е въздигнал онова, което има, ала той не е достигнал дотам с малки изключения, щото с познанията си, при по-малък труд да извлича повече облаги.“

## Първата фабрика за текстил в България
През лятото на 1881 година в Габрово се установява младият Васил Карагьозов, роден в Търново, учил 10 години в Германия, Австрия и Швейцария, дипломиран инженер и професор по дескриптивна геометрия в реномираните „Politechnicum“ и „Technische Hochschule“. Той започва работа като учител I степен по дескриптивна геометрия и чертане на ученици до седми клас в Априловото школо. На 21 септември 1881 г. Иван Калпазанов кани младежа на гости в дома си, споделя му своето съкровено желание да си построи собствена фабрика и го моли за помощ. Васил Карагьозов „се залавя за тази работа енергично“ и изпраща една телеграма, адресирана до „най-реномираната фабрика за текстилни машини в Германия“. Акуратните пощенски служители я препращат в гр. Кемниц, Саксония, във фабриката на Рихард Хартман. От Германия пристига положителен отговор, че могат да направят нужните машини. Тогава Иван Калпазанов се сдружава с Петко Цокев (габровски търговец, негов клиент и приятел), който влиза в съдружието с 1/3 дялово участие. За целта двамата подписват Съглашение, с което уреждат взаимоотношенията си. В края на 1881 г., Иван Калпазанов заминава за Германия съпровождан от Васил Карагьозов, който е негов преводач и личен асистент. Там поръчват машини за комплектна щрайхгарна предачница на стойност 11 000 марки. В началото на 1882 г. Иван Калпазанов закупува терен за фабриката –„бахчията на поп Рачовата воденица“, в с. Бичкиня, на 3 км от Габрово, при „красивия завой“ на река Янтра. Площта е 22 973 m². Веднага започват да строят фабричните помещения. Машините пристигат по Дунава до Свищов, а оттам са извозени с волски каруци до Габрово. Строителството и монтажът отнемат около 10 месеца.
Фабричното здание е каменно, едноетажно с площ 500 m². Покрито с каменни плочи, а подът и таванът обковани с дъски. Височината на работното помещение е 3,80 м. Светлината нахлува през 35 големи прозореца с размери 1 х 1,95 м. През студените дни фабриката се отоплява с ламаринени печки. Паралелно с това са построени едно жилище за майстора и жилища за работниците. Строителството е осъществено от известния тревненски първомайстор Генчо Кънев, а монтажът е извършен от австриеца Винцер Пацак и тримата му сина – Франц, Фердо и Винцер-младши. Бригадата монтира първо двигателно водно колело (изработено в Габрово с мощност 25 к.с.), едно чепкало (вълче), един асортимент от 3 отделни дарака, една мюлмашина (селфактор) с 240 вретена за производство на щрайхгарна прежда. Първите работници са 1 мъж, 5 момичета и 1 дете. Работата се ръководи от Винцер Пацак – младши, който остава в Габрово и се жени за едно от момичетата във фабриката – Стефана Пеева от с. Етъра.
На 13 и 14 ноември 1882 г. е официалното освещаване и откриване. Това събитие се превръща в малък празник за габровци. Фабричният двор е богато украсен, вратите на фабриката са отворени за всички любопитни посетители. А те, облечени в празнични премени, са дошли да видят „чудото“. Машините влачат и предат вълна в цветовете на българския трикольор. Гордите и щастливи собственици Иван Калпазанов и Петко Цокев раздават късчета цветна вълна на дошлите гости. Ритуалът по освещаването е извършен от 4 свещеника, а „Васил Карагьозов произнесе най-удобното за случая словце: за значението на индустрията в благосъстоянието на народите. Той сравни нашата страна с напредналите в това отношение други и пригласи присуствующите да последват примера на господата Калпазанова и Цокева; като с биографията на основателя на прочутата Саксонска фабрика Рихарда Хартмана, той твърде красноречиво им доказа, че с труд и с постоянство, тям ще бъде лесно делото, което сега им се вижда чудесно.“
Събитието е официално оповестено на 4 декември 1882 г. в бр. 139 на ДВ. Фабриката предизвиква нечуван интерес и извън пределите на Габрово. Тя е първата модерна фабрика в новоосвободеното Княжество България.
Славата ѝ достига дори до двореца. Лично княз Александър I Батемберг идва в Габрово през 1884 г., за да я види. Посрещнат е изключително тържествено – дворът отново е богато украсен, този път не вълна, а прежда е изпредена и обагрена в цветовете на българския трикольор. Князът е приятно изненадан и силно впечатлен от машините, от качеството на произвежданите вълна, прежда и тъкани. Изисква фабриката за личен доставчик на двора под името „Първа княжеска придворна фабрика за производство на сукна и гайтани“. Интерес проявява и военното министерство, на което тя дълги години остава редовен доставчик.
Към онзи момент предприемачеството на Иван Калпазанов има и дълбок социален ефект. Той осигурява трудова заетост на населението от региона, което по онова време населява махали и колиби. Подсигурява възможност на хората да изкарват прехраната си с най-модерна за времето техника. Габрово и околностите са с планински релеф; осеяна с долове, урви и скали повърхнина и глинесто-песъчлива почва. Тук има гори, пасища, ливади и овощни градини. Нивите са сравнително малки, обработваемите площи съвсем не са така обширни както в Дунавската равнина или Горнотракийската низина. Хората от околните села се занимават със скромно земеделие. Отглеждат картофи, сини сливи, от които приготвят т.нар. пестил, засяват малко царевица, овес, ръж, ечемик и пшеница, които са достатъчни само за прехраната им. Скотовъдството е насочено към отглеждане предимно на овце и крави. Населението в града се изхранва от занаятите, които са доста добре развити. Физическият труд на селяните е много тежък поради природните дадености на региона. Неблагоприятни климатични условия, като трайно засушаване, градушки или проливни дъждове, унищожават реколтата и обричат населението на глад. Затова живеещите в града са в по-добро положение – занаятите и търговията им осигуряват сигурна прехрана. Именно тук се крие голямото значение на фабриката, построена от Иван Калпазанов и тези на всички негови последователи. Разкритите работни места в тях дават възможност на хората да се трудят и да имат гарантирани доходи. А икономическият ефект от предприемачеството на Иван Калпазанов в национален мащаб се изразява в следните направления: развитие на производството, търговията, митническите отношения и международната търговия (внос на машини, износ на готова продукция).
Но това не е всичко. Будните собственици продължават да разширяват и модернизират своята дейност. През 1884 г. водното колело е заменено с турбина „Жирард“ от 32 к.с. Доставени са 2 механични стана – ново чудо за габровци, още 2 асортимента дараци и 2 нови мюлмашини.
През 1887 г. Иван Калпазанов прави ново, още по-крупно съдружие с Петко Цокев, със своя брат Пенчо Колчев Калпазанов, Христо и Иван Конкилеви, Яким Якимов. Целта е да построят нова фабрика в двора на старата. Наричат я „средната“ с площ 768 m², на етаж и половина. Инсталират английска камгарна предачница, която се състои от парна машина от 60 к.с., чепкало, 2 дарака, 1 гребенна машина, 5 предачни машини, всяка с по 144 вретена, 1 пресукало, пералня и сушилня за вълната. Произвеждат по 120 оки (1 ока = 1,225 кг или 1,282 кг) прежда дневно. Производството е разположено на етажа, а полуетажът се използва за склад.
На следващата 1888 г. Иван Калпазанов самостоятелно построява още една нова фабрика на два етажа в източната част на същия фабричен двор. В нея монтира един нов асортимент дараци, 7 нови стана, пералня, бояджийна и апретура. За двигател доставя котел и парна машина от 30 к.с. Тази фабрика е наречена „новата“.
Изтощен от дългите години неуморна работа, Иван Калпазанов почива на 22 юли 1889 г. от простуда.

## Постижения
- първата текстилна фабрика в Новоосвободеното Княжество България оборудвана с модерни машини от Германия (Фабриката на Рихард Хартман – гр. Кемниц) – фабриката на Иван Калпазанов, благодарение на Васил Карагьозов.
- първата придворна княжеска фабрика в България от 1884 г. – фабриката на Иван Калпазанов,
- първата задвижена с водна тубрина от 35 к.с. (1885) и с въглища (1901) – фабриката на Иван Калпазанов, благодарение на Васил Карагьозов.
- първата фабрика в Габрово със собствена кантора в центъра на града – фабриката на Иван Калпазанов, благодарение на Васил Карагьозов.
- първата фабрика в Габрово със собствено знаме, ушито във Виена – фабриката на Иван Калпазанов, благодарение на Васил Карагьозов.
- първата фабрика, открила парна електроцентрала през 1911 – фабриката на Иван Калпазанов, благодарение на Васил Карагьозов.
- първата фабрика, доставила специален павилион от Виена за Първото българско изложение (1892) – фабриката на Иван Калпазанов под ръководството на Васил Карагьозов.
- първата фабрика, отпуснала пенсии на работниците си по своя инициатива от 1922 г. – фабриката на Иван Калпазанов под ръководството на Васил Карагьозов.
- първата фабрика, открила работническа баня през 1939 г. – фабриката на Иван Калпазанов, ръководена от Кольо Карагьозов.
- една от първите фабрики, чиито собственици са правели застраховки на своите работници, когато застрахователният пазар в началото на ХХ век започва да се развива активно – фабриката на Иван Калпазанов под ръководството на Васил Карагьозов, по-късно ръководена от Кольо Карагьозов.
- Знамето на фабрика Иван Калпазанов – поръчано от директора и акционер Васил Карагьозов от Виена, днес е експонат на Регионален исторически музей Габрово.

## Заслуги за стопанския подем на Габрово и на България
- Заслуги за развитие на търговията и производството на гайтани в Габрово;
- Заслуги за развитието на модерното производство в Габрово и в България;
- Разкриване на работни места за населението в региона;
- С Васил Карагьозов поставят началото на първите делови и договорни отношения между Габрово и Германия, след подписване на договорите с фабриката на Рихард Хартман от град Кемниц за изработване на машините за фабриката – декември 1881 година.

## Други дейности
- Избран за устабашия (председател) на гайтанджийския еснаф през 1871 г. и за съкровищник на търговското дружество „Бъдащност“ в Габрово.
- През 1873 г. Иван Калпазанов е един от училищните настоятели на Общото училище в Габрово.
- През периода 1878 – 1879 г. Иван Калпазанов е назначен за член на Габровския съдебен съвет, заедно с Никола Кънев и Андрей Манолов.
- През лятото на 1877 г., когато руските войски влизат в Габрово, Райчо Каролев е избран за председател на Габровската община. По искане на ген. Валериан Дерожински Райчо Каролев и Иван Колчев Калпазанов провеждат работна среща с него. Ген. Дерожински изисква българин да премине Балкана и да отнесе писмо от великия княз Николай Николаевич до ген. Гурко. Иван Колчев Калпазанов осигурява свой верен работник, който отнася писмото и за 24 часа се връща с отговор. Ген. Дерожински повежда част от Габровския отряд към връх Шипка за демонстративна маневра, докато ген. Гурко се качи от юг на Шипка. Войната започва.
- По време на Освобождението, в знак на уважение, е назначен на почетна общинска служба.
- При приемане на Търновската конституция (16.04.1879) и избирането на Първия български княз (17.04.1879), Иван Калпазанов е габровски народен представител в Учредителното народно събрание в Търново.
- Дарителството е част от неговия личен и обществен живот.
- Иван Калпазанов е изключителен родолюбец. При откриването и официалното освещаване на фабриката (14.11.1882 г.), той раздава на всички гости прежда, изпредена с машините на фабриката и обагрена в цветовете на българския трибагреник – в бяло, зелено и в червено.

## Наследници
Иван Калпазанов е баща на Дешка Калпазанова – Карагьозова, Никола Иванов Калпазанов, Добри Калпазанов, Стоянка Калпазанова – д-р Цончева, Мария Калпазанова, Кина Калпазанова, Димитър Калпазанов.
Името и делото на Иван Калпазанов все още живи, благодарение на активната дейност на неговите внуци.
- Неговият внук Божидар Карагьозов е дарител на материали и снимки за Държавен архив – Габрово и РИМ – Габрово. Бронзов бюст на родоначалника на модерната индустрия Иван Калпазанов се намира в РИМ–Габрово, занесен от Божидар Карагьозов като дарение от името на всички наследници. Бюстът се намирал до 1947 г. в двора на фамилната фабрика на Иван Калпазанов.
- Внучката инж. Веселинка Карагьозова дари голям рекламен плакат на фабрика „Иван К. Калпазанов“ и други писмени материали на Регионален исторически музей – Габрово.
- Внукът Добри Добрев дари планове, снимки и материали на Регионален исторически музей – Габрово.